# Jan Kanty Szwedkowski

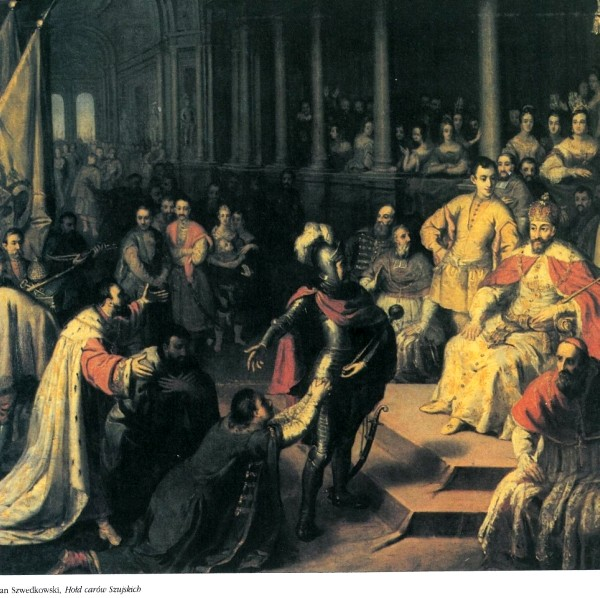
Hołd carów Szujskich, Jan Kanty Szwedkowski

Jan Kanty Szwedkowski (ur. 1799 lub 1809 w Powidzu, Księstwo Poznańskie) – portrecista i twórca malarstwa historycznego.
20 IX 1823 rozpoczął studia na Wydziale Nauk i Sztuk Pięknych (sekcja Sztuki Piękne) Uniwersytetu Warszawskiego. Podczas rejestracji podał, że rodzice mieszkają w Tuliszkowie (obw. koniński). Dokument rejestracyjny wskazuje przybliżoną datę narodzin Szwedkowskiego na rok 1799. Na Wydziale Nauk i Sztuk Pięknych Jan Kanty Szwedkowski studiował w latach 1823–1828. Ostatni rok jego studiów to również rok, w którym miała miejsce wystawa roczna uwieczniona na obrazie Wystawa sztuk pięknych w Warszawie w 1828 roku. Choć wiadomo, że Szwedkowski był portrecistą brak materiału porównawczego do zidentyfikowania na wspomnianym obrazie jego dzieł. 
Szwedkowski uczestniczył w powstaniu listopadowym w stopniu podporucznika. Po roku 1831 znalazł się na emigracji we Francji, studiował w Paryżu, gdzie jego nauczycielem był Antoine-Jean Gros. Szwedkowski dołączył do stosunkowo licznego grona polskich malarzy uczęszczających na lekcje Grosa. Po powstaniu listopadowym byli to między innymi Teofil Bąkowski, Karol Malankiewicz, Józef Maiński, Fabian Sarnecki, Karol Szmidt-Kowalewski. Szwedkowski utrzymywał się z malarstwa, wystawiał obrazy w Paryżu (1837 i 1846) i w Dijon (1837).

W czasie emigracji był zaangażowany politycznie. Bogdan Jański w swoim dzienniku z lat 1830-1839 opisując uczestnictwo w pogrzebie republikańskiego generała Maksymiliana Lamarque’a, wspomina „Szweda” utożamianego z osobą Szwedkowskiego:

Lekcja. Idę na pogrzeb (idę z Kazimirskim, Bolesławem Gurowskim, Puławskim, Szwedem, Wodzińskim), deszcz, błoto. Czekam do końca – fusillada [strzelanina] – wracam, baricady na boulewardach. Przy Palais–Royal spotykam Jóźwika i Dzierżawskiego. Idziemy na
obiad na 32 sous. Wracam do domu o siódmej podchmielony i zmęczony i kładę się spać.

Szwedkowski był sygnatariuszem oświadczenia napisanego przeciwko Adamowi Czartoryskiemu przez środowisko emigracyjne szlachty polskiej w roku 1834. Należał też do Towarzystwa Demokratycznego Polskiego i był sygnatariuszem jego manifestu z roku 1836.

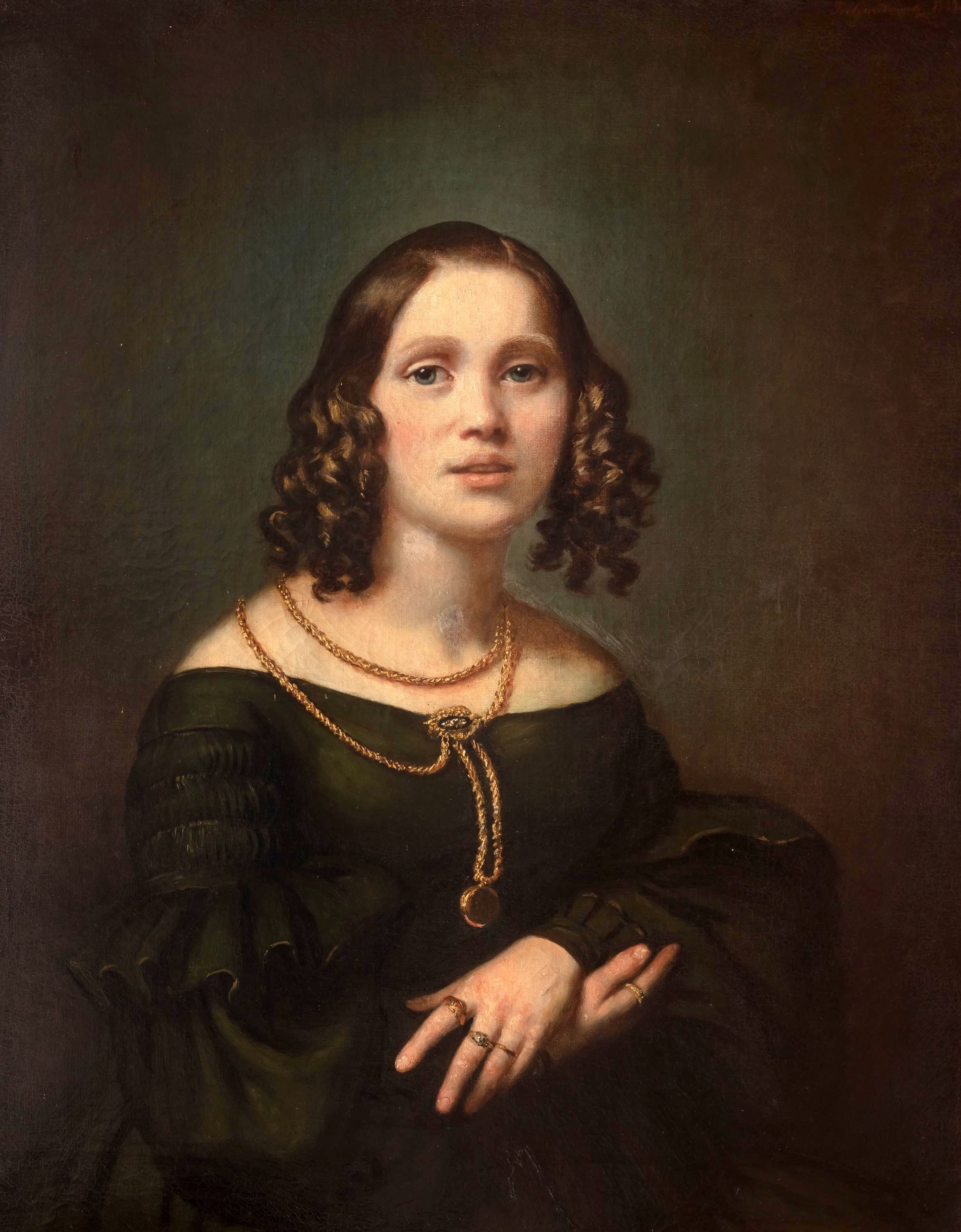
Portret kobiety, Jan Kanty Szwedkowski

Spośród niewielu zachowanych obrazów jedynymi z bardziej znanych są Portret kobiety z 1839 roku i Hołd carów Szujskich z 1837. W źródłach pojawia się także opis studium olejnego grupy Laokoona i rysunki „Apollo Belwederski” i „Gladiator”. Szwedkowski, choć posiadał słabszy warsztat malarski, przez niektóre źródła wymieniany jest obok takich nazwisk jak: Wojciech Stattler, Aleksander Kotsis, Andrzej Grabowski, Artur Grottger, Maurycy Gottlieb. 
W katalogu kompletnym Salonu Paryża roku 1846 roku widnieje wzmianka o adresie zamieszkania Szwedkowskiego - Saint-Dominique-d'Enfer nr 12, a pod numerem katalogowym 1658 opis wystawianego dzieła portret Jana M. Golembiewskiego, liczącego 115 lat życia weterana 1 Kompanii Podoficerów służącego we Francji od roku 1866 do momentu publikacji katalogu (1846).
Tematyka twórczości Szwedkowskiego jest historyczna i symboliczna, koresponduje z wydarzeniami, które w późniejszym okresie przedstawiał Jan Matejko. Jednocześnie twórczość Szwedkowskiego mogła być znana Matejce. Dzieje porozbiorowe narodu polskiego ilustrowane w których wspomniany jest Szwedkowski ilustrowane były właśnie przez Jana Matejkę.